# Pannonhalmi Béla
Pannonhalmi Béla (születési nevén: Piszman Béla, más forrásban Piszmann Béla Gyula) (Budapest, 1885. május 6. – Vámospércs, 1953. május 13.) baptista lelkipásztor, Vámospércs posztumusz díszpolgára. Nevét viseli Budapesten a Pannonhalmi Béla Baptista Általános Iskola.

## Fiatalkora
Szülei Piszman (más forrás szerint Piszmann) József és Kiska Borbála voltak. A Józsefvárosi Római Katolikus Templomban keresztelték, 1885. május 10-én.
Apja bérkocsi-vállalkozó és bérháztulajdonos volt. 12 gyermekük közül Béla volt a legkisebb. A családban nagy volt a gyermekhalandóság, négyéves korára már hat testvére halt meg.
Középiskolai tanulmányait a Horánszky utcai reálgimnáziumban kezdte el, de szemidegsorvadása egyre erősödött, ezért a mérnöki pályára alkalmatlannak minősült. Ezután átment egy másik, polgári irányultságú iskolába.
Középiskolai tanulmányait 1900 februárjában szembetegsége miatt abbahagyja, ekkor Ráday utcai kereskedelmi iskola tanulója volt. Távlati tervei között szerepelt, hogy festőművész, vagy színész lesz, de egyiket se tette lehetővé a szeme. Ekkor töprengett el azon, hogy karmelita szerzetes lesz. Bár szüleinek gróf Szapáry Gyula, Magyarország korábbi miniszterelnöke ígéretet tett arra, hogy elhelyezi banktisztviselőnek, de ez nem valósult meg, így cukrász lett.
Létrehozta és üzemeltette a Különlegességi cukrászdát, mely Budapesten az Andrássy úton volt. Maga a cukrászda több tulajdonost és nevet is megélt, s 2012-ben, s mint Lukács cukrászda szűnt meg. Ezenkívül tulajdonában volt a Piszman Béla Cukrászda a Népszínház utca 24. szám alatt. Ezeket – miután másfél évig kalandozott Európában –, 1912-ben anyagi okokból el kellett adnia. Ezután több mindennel próbálkozott, volt egy mezőgazdasági cég üzletkötője Berlinben, dohányreklámokat tervezett, három évig az Országos Társadalombiztosítási Intézet munkatársa volt, mint gyógymasszőr, majd átvette üzlettársi minőségben édesapja bérkocsi-vállalkozását.
1909-ben vette el Piffl Annát, aki 1883-ban született a sziléziai Troppauban. Ő Friedrich Piffl későbbi bécsi érsek unokahúga volt. Édesapja államvasúti felügyelő volt. Hat gyermekük született, de gyermekkorban kettő közülük meghalt.

## Megtérése
Mint mélyen vallásos ember sok időt töltött lelke ápolásával, de valahogy nem találta a helyét a katolikus egyházban. Visszaemlékezésében két eseményt említ, ami átvezette a baptista egyházba. Az első, az Országos Társadalombiztosítási Intézet egyik betege volt, aki kijelentette, hogy amióta megtért, azóta nagyon boldog.
A másik, hogy egy szeptemberi napon, miközben este a katolikus templom oltáránál imádkozott, a „kulcsos páter” kiküldte őt a templomból, mert be akarta zárni. A kísértő ekkor mindenféle szórakozás felé hívta, de ekkor megjelent lelki szemei előtt az OTI-ban megismert illető, aki meghívta őt a József utcai baptista templomba. Itt otthon érezte magát, s becsatlakozott a közösségbe.
Schöffer Reingold lelkipásztor 1919. március 9-én merítette alá, így lett a baptista egyház tagja. Mivel akkoriban a József utcai gyülekezetnek állandó papja nem volt, hanem a Wesselényi utcából jártak át, alakult ki az a különleges helyzet, hogy három hónappal bemerítése után felkérték lelkipásztori szolgálatra. Első szolgálata Tatabányán egy temetés volt. Rövid időn belül a József utcai gyülekezet – el nem ismert – evangélistája lett. 19 hónappal a bemerítése után beválasztották a gyülekezeti elöljárók közé, ahol megszervezte a vasárnapi iskolát, részt vett az ifjúsági munkában és a nőegylet létrehozásában. Sok időt töltött a Dunántúlon, ahova gyülekezete úgynevezett ugartörő céllal küldte ki, s szabadidejét felhasználva sok felé szervezett meg gyülekezeteket. A Dunántúl iránti szeretetét az is bizonyítja, hogy egy ideig írói álnévként, majd később névmagyarosítás után veszi fel a Pannonhalmi nevet.

## Lelkipásztorként
1920-ban kezdte el a teológiai tanulmányait, melyet két év alatt végzett el. 1922-ben, a tanévzárón felkérték, hogy a tanulók nevében mondjon beszédet. Mint végzett lelkész nyolc gyülekezet is meghívta lelkipásztornak, de hosszas töprengés után 1922. augusztus 22-én az Újpesti Baptista Gyülekezet felkérését fogadta el. Megválasztására szeptember 5-én, lelkipásztori beiktatására 1922. november 1-jén került sor. Vasárnaponként két Istentiszteletet tartott az egyiket magyar, a másikat német nyelven. 1924-ben tiltakozása ellenére a német nyelvű Istentiszteleteket az elöljárók megszüntették, így az újpesti gyülekezet magyar nyelvűvé vált.
Missziós tevékenységének köszönhetően sok új gyülekezet jött létre a hatására, így jött létre 1924-ben az angyalföldi, valamint pestújhelyi, 1927-ben a penci, 1929-ben a szentendrei, illetve a rákospalotai missziós állomás, illetve gyülekezet.
1924 és 1935 között a Magyar Baptista Ifjúsági Szövetség országos elnöke volt, 1934 és 1936 között pedig a Magyarországi Baptista Gyülekezetek Szövetségének országos alelnöke. Családi örökségéből vette meg és adományozta a Baptista egyháznak azt a tábort, mely Tahi tábor néven a mai napig az egyház egyik kedvelt lelki központja.
1937-ben vezetésével átépítik az újpesti baptista templomot, s itt a fűtésrendszernél az ő saját szabadalmát használták fel, melynek lényege az volt, hogy magát a fűtést elrejtik, s a meleget ventilátorokkal juttatják el a fűtendő helyre.
1939. szeptember 8-án köszönt le az újpesti lelkipásztori feladatról, s vállalta el a Felsőgallai Baptista Gyülekezet lelkipásztorságát. Itt hat évig szolgált. A II. világháború romboló hatása a közösséget gyakorlatilag szétverte, s az éhhalál elől menekülve vállalta el 1945-ben a Vámospércsi Baptista Gyülekezet lelkipásztori szolgálatát. Itt nyolc éven át szolgált. Felesége, Piffl Anna 1947-ben Felsőgallán hunyt el.
Szembetegsége egyre erősebb volt, a hallása nyolcvan százalékát elveszítette. Több alkalommal le kívánt mondani a prédikátorságról, de a hívei kérésére mindig maradt. Szolgálat közben, egy temetésre indulva hunyt el Vámospércsen, 1953. május 13-án.
A Vámospércsi Önkormányzat 2009-ben díszpolgári címmel, illetve díszsírhellyel emlékezett meg lelkipásztori munkásságáról. Nevét 2014-ben felvette a Szivárvány Magántanoda, Pannonhalmi Béla Baptista Általános Iskola néven.

## Irodalmi munkássága
Az irodalmi tevékenység mindig közel állt hozzá, főleg versei, illetve elbeszélései voltak nevezetesek. Néhány kiemelt írása:
- Ünnepi hangulat. Evangéliumi társas jelenetek; Baptista Könyvkereskedés, Bp., 1933
- Rügyfakadás. Elmélkedések, elbeszélések, versek; szerzői, Újpest, 1937
- Nagy Kristóf éjszakái; Magvető, Bp., 1937
- Vihar előtt; Nagy J., Bp., 1941
- Jézusért – elbeszélés
- Beszélő könnyek – elbeszélés